# THE BEST "1992-2018" + "雪"Setlist Non-Stop Mix
『THE BEST "1992-2018" + "雪"Set List Non-Stop Mix』（ザ ベスト”いちきゅうきゅうに-にぜろいちはち” プラス ”ゆき”セットリスト ノンストップミックス）は日本の歌手、広瀬香美の9枚目のベスト・アルバム。2019年1月23日にJVCケンウッド・ビクターエンタテインメントより発売された。

## 概要
2011年発売の『SINGLE COLLECTION』同様、19thシングル「More More Love Winters」以外のシングル全てを収録（アルバムバージョン含む）した3枚組、コンプリート・ベスト・アルバム。2年ぶりとなる新曲「歌いたいわ」を収録したほか、DJ和による「広瀬香美コンサートツアー2019～The Winter Show“雪”」のセットリストのノンストップMixを3枚目に収録。初回限定盤と通常盤の2形態で発売。初回限定盤はLPサイズジャケット仕様であり、コンサートツアーの握手会チケットと、プレイパス限定MVコレクション（2016年発売の「25thプレイリスト」初回限定盤DVDと同様）のコードが封入。初回限定盤・通常盤ともに全収録曲がプレイパス対応となっている。

## 収録曲

### DISC1
1. 歌いたいわ
  - 新曲
2. 愛があれば大丈夫
3. 二人のBirthday
4. ロマンスの神様
5. ドラマティックに恋して
6. 幸せをつかみたい
7. 愛はバラード
  - 表記は無いが、2001年発売のバラード・ベストアルバム『広瀬香美 THE BEST Love Winters〜ballads』収録、ヴォーカル新録バージョンでの収録
8. ゲレンデがとけるほど恋したい
9. DEAR...again(Ver.2.05)
  - 6thアルバム『welcome-muzik』収録アルバム・バージョン
10. 真冬の帰り道
11. 夏だモン
12. promise
13. ピアニシモ
14. Groovy!
15. ストロボ

### DISC2
1. I Wish
2. 恋のベスト10
3. BEGIN 〜いくつもの冬を越えて〜
4. Only One 〜オンリー・ワン〜
5. Search-Light
6. 黄昏
7. Velvet
8. 月の下で逢いましょう
9. 日付変更線
10. GIFT
11. 愛は特効薬
12. とろけるリズム
13. ロマンスの神様 2016
14. 出会いの奇跡を大切に
  - 配信シングル・CD初収録
15. 青い冬ハジマレ
  - 13thアルバム『25thプレイリスト』収録曲

### DISC3
1. ロマンスの神様(Mix by DJ和)
2. ドラマティックに恋して(Mix by DJ和)
3. ストロボ(Mix by DJ和)
4. ピアニシモ(Mix by DJ和)
5. 恋のベスト10(Mix by DJ和)
6. 青い冬ハジマレ(Mix by DJ和)
7. Search-Light(Mix by DJ和)
8. 二人のBirthday(Mix by DJ和)
9. How To Love(Mix by DJ和)
10. 歌いたいわ(Mix by DJ和)
11. I Wish(Mix by DJ和)
12. You're my hero(Mix by DJ和)
13. DEAR...again(Ver.2.05) (Mix by DJ和)
14. ゲレンデがとけるほど恋したい(Mix by DJ和)
15. 真冬の帰り道(Mix by DJ和)
16. promise(Mix by DJ和)
17. 幸せをつかみたい(Mix by DJ和)
18. 愛があれば大丈夫(Mix by DJ和)
19. ロマンスの神様(Mix by DJ和)